# Ihor Nassalyk

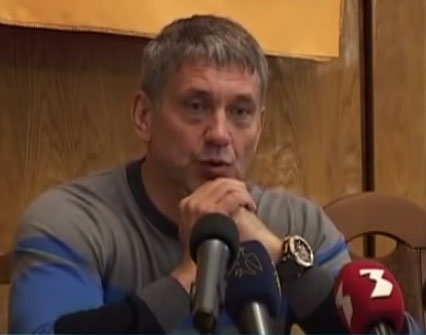
Ihor Nassalyk 2011

Ihor Stepanowytsch Nassalyk (ukrainisch Ігор Степанович Насалик; * 25. November 1962 in Oleksandrija, Ukrainische SSR) ist ein ukrainischer Politiker. Nassalyk war von April 2016  bis zum 29. August 2019 Minister für Energiewirtschaft und Kohleindustrie der Ukraine.

## Leben
Ihor Nassalyk wuchs in Rohatyn auf und leistete zwischen 1985 und 1987 seinen Militärdienst bei der Roten Armee. 1989 schloss er ein Studium zum Optoelektronik-Ingenieur an der Nationalen Iwan-Franko-Universität in Lwiw ab. Von 1990 bis 1992 war er führender Spezialist des Zentrums für Mikroelektronik in Uljanowsk. Zwischen Februar 1992 und Mai 1995 arbeitete er als Wirtschaftsberater in Lwiw und Rohatyn.
Zwischen 1998 und 2006 war er als Abgeordneter der Werchowna Rada Vorsitzender des Unterausschusses für die Ölindustrie und Erdölversorgung  und stellvertretender Vorsitzender im Ausschuss für Treibstoff und Energie, Atompolitik und nukleare Sicherheit. Ab April 2006 war Nassalyk Bürgermeister der westukrainischen Stadt Kalusch.
Nach der Parlamentswahl in der Ukraine im Oktober 2014 wurde er als Mitglied vom Block Petro Poroschenko erneut Parlamentsabgeordneter. Bei den Kommunalwahlen im Herbst 2015 kandidierte er erfolglos als Bürgermeister von Iwano-Frankiwsk.
Nach einer Kabinettsumbildung am 14. April 2016 wurde Ihor Nassalyk, in Nachfolge von Wolodymyr Demtschyschyn, Minister für Energiewirtschaft und Kohleindustrie der Ukraine im Kabinett Hrojsman.
Nassalyk ist verheiratet und Vater zweier Söhne.